# Мирко Шоуц
Мирко Шоуц (Земун, 29. јун 1933 — Београд, 22. април 2023) био је истакнути српски и југословенски пијаниста, пионирски џез хармоникаш, плодан композитор у бројним жанровима, вешт аранжер и утицајни диригент. Његова каријера, која се протезала преко седам деценија, обухватала је широк дијапазон музичких активности којима је стекао огромну популарност и висок углед, пресудно обликујући музички живот Социјалистичке Федеративне Републике Југославије (СФРЈ) у периоду од педесетих до деведесетих година 20. века. Сматран једним од најактивнијих академских музичара свог времена, Шоуц је оставио неизбрисив траг на целокупној музичкој сцени.
Изразита дуговечност Шоуцове каријере, која је трајала више од 70 година, у комбинацији са његовим темељним академским образовањем, указује на јединствен спој трајне релевантности и дубоког музичког разумевања. Ова комбинација му је омогућила не само да се прилагођава променљивим музичким пејзажима, већ и да активно доприноси њиховом обликовању. Његова способност да се креће и истиче у тако разноликим музичким пољима – од џеза, преко забавне и дечије музике, до композиција инспирисаних традиционалним мелосом – сведочи о холистичкој музичкој визији.

## Биографија

### Формативне године: Од земунског вундеркинда до академског музичара

#### Рани живот и таленат
Мирко Шоуц рођен је у Земуну, 29. јуна 1933. године. Припадао је словачкој националној мањини. Од најранијег детињства показивао је изузетан музички таленат. Његов први професионални јавни наступ догодио се 1. септембра 1938. године, када је имао свега пет година. Као чудо од детета, наступао је једном недељно у Родином позоришту и на Коларчевој задужбини, било солистички или са својим оркестром хармоника, познатим као "Хармоникашка капела Мирка Шоуца". Наступао је и у Новом Саду, Макарској и Сплиту. Посебно значајан догађај из овог периода био је његов наступ у Краљевском Двору пред краљем Петром II Карађорђевићем 1939. године, поводом празника Материце, а целу свечаност директно је преносио Радио Београд.

#### Музичко образовање и утицаји
Иако је као седмогодишњак желео да учи хармонику, отац га је, сматрајући да је клавир "погоднији за џез", усмерио ка том инструменту, те је Мирко уписао клавир у Музичкој школи у Земуну. Формално музичко образовање крунисао је 1960. године дипломом на теоретском одсеку Музичке академије у Београду, где му је клавир био главни предмет у класи професора Милице Маријановић и Марка Тајчевића.
У раном периоду, његови идоли били су класични мајстори попут Бетовена и Моцарта. Међутим, касније су његови доживотни узори постали великани џеза: пијанисти Оскар Питерсон и Ерол Гарнер, трубач Чарли Паркер и гитариста Барни Кесел. На њега су пресудан утицај имали и други дувачи попут Џеј Џеј Џонсона и Стена Геца. Тајна његове аутентичности на џез хармоници, како је и сам истицао, лежела је у томе што није претерано слушао друге хармоникаше, већ је црпео инспирацију из других инструменталних сфера џеза.

### Инструменталиста

#### Пијаниста
Клавир је био Шоуцов главни инструмент током студија на Музичкој академији, и он је идентификован као српски пијаниста. Очево рано усмерење ка клавиру због његове подобности за џез поставило је темеље за његову каснију свестраност. Иако је светску славу стекао првенствено као хармоникаш, његово пијанистичко умеће било је фундаментално за његово целокупно музичко стваралаштво.

#### Пионирски џез хармоникаш
Мирко Шоуц је постигао међународно признање као џез хармоникаш. Још шездесетих година прошлог века проглашен је једним од најбољих европских џез хармоникаша на такмичењу солиста радио-оркестара Европе у Минхену, и то у јеку славе холандског хармоникаша Арта Ван Дама. Његов јединствени стил на џез хармоници проистекао је из тога што није претерано слушао друге хармоникаше, већ је црпео утицаје од пијаниста, дувача и гитариста. Објавио је албуме који су истакли његов рад на хармоници, као што су "Хармонике Мирка Шоуца" (1980, ПГП РТБ) и "Jazz Accordion" (1988, Југотон).

#### Свестрaност са другим инструментима
Поред клавира и хармонике, Шоуц је као солиста свирао и мелодику и чембало (harpsichord) на својим џез албумима и наступима. Албум "Хармонике Мирка Шоуца" експлицитно наводи да је свирао хармонику, мелодику и чембало. Његов избор да у џез укључи инструменте попут чембала и мелодике сведочи о експерименталном приступу.

### Диригентски рад

#### Ансамбл Мирка Шоуца
Године 1953. Мирко Шоуц је основао два ансамбла, од којих је "Ансамбл Мирка Шоуца" постао посебно познат. Овај ансамбл је остварио преко хиљаду концерата у земљи и иностранству и снимио неколико стотина трајних снимака за радио архиве. Наступао је и под именом "Оркестар Мирка Шоуца". Један од забележених снимака, композиција "У сусрет облацима", изведена је са "Ансамблом Мирка Шоуца, 5 хармоника и чембало".

#### Диригент оркестара Радио Телевизије Београд (РТБ)
Након дипломирања 1960. године, Шоуц је започео рад у ансамблима Радио Београда, где је деловао као инструменталиста, диригент, композитор и аранжер. Био је диригент Забавног оркестра РТБ и Великог народног оркестра РТБ. Многи истакнути џез музичари стицали су прва искуства управо у ансамблима које је водио Шоуц, пре него што су прешли у Велики џез оркестар РТБ.

#### Диригент у Позоришту на Теразијама
Мирко Шоуц је дириговао у преко 100 представа у Позоришту на Теразијама у Београду. Један од конкретних примера његовог рада у овом театру је мјузикл "Андра и Љубица" из 1981. године, где је био диригент. Његова ћерка, Весна Шоуц, такође је постала диригент у истом позоришту.

## Композиторски и аранжерски рад
Мирко Шоуц је био један од најплоднијих и најсвестранијих композитора и аранжера на југословенској музичкој сцени. Његов опус обухвата преко 200 композиција различитих музичких жанрова и приближно исто толико аранжмана и коауторских радова регистрованих у СОКОЈ-у.

### Џез композиције
Сматран је једним од зачетника и најпознатијих композитора џез музике на овим просторима. Његове џез композиције забележене су на три џез албума, на којима је такође био аранжер и диригент. Његов допринос џезu крунисан је наградом за животно дело Нишвил џез фестивала.

### Забавна музика
Као композитор забавне музике, први пут се појавио на Првом Београдском фестивалу забавне музике. Током своје дугогодишње композиторске каријере, побеђивао је на многим фестивалима забавне музике широм Југославије. Компоновао је бројне хитове за популарне солисте тог времена, међу којима су песме попут "Пут који тражим" и "Тражиш" за Наду Кнежевић, "Мало места за нас" за Сенку Велетанлић, "Ја сам крив" за Живана Милића и "Познао сам те" за Крсту Петровића. Песма "Пут који тражим", у извођењу Крсте Петровића, била је део фестивала Београдско пролеће 1961. године.

### Дечија музика
Мирко Шоуц је оставио значајан траг и у музици за децу. Његово најпознатије дело у овом жанру је песма "Заклео се бумбар", коју је изводио Драган Лаковић, а која је постала једна од најомиљенијих дечијих песама. Текст за ову песму написао је Радивоје Ђуровић. Објавио је и три компакт диска дечије музике. Његова сарадња са Бранком Милићевићем (Бранко Коцкица) на издању "Сањалица Маца" (1985) додатно је учврстила његову позицију.

### Музика за филм, телевизију и радио
Шоуцова композиторска делатност обухватала је и музику за филм, радио и ТВ драме и серије. Компоновао је музику за филм "На место, грађанине Покорни!" из 1964. године.

### Староградске песме и музика инспирисана фолклором
Неговао је и компоновао музику у духу староградских песама. У овом жанру објавио је компакт диск "Најлепше песме о Земуну" (у сарадњи са Јованом Љубинковићем Пубом, 2006. године). Такође је компоновао популарна кола као што су "Земунско коло", "Аласко коло" и "Гардошко коло".

### Кључне сарадње
Као композитор и аранжер, Мирко Шоуц је сарађивао са бројним истакнутим југословенским вокалним солистима. Поред већ поменутих, ту су и Мирјана Беширевић ("Човек никад није сам"), Душан Јакшић ("Мала"), Мирко Цетински ("Скопјанка", "Кад стигне јесен", "Молин драгу") и Ладо Лесковар ("Зови ме телефоном"). Његов рад наставља да инспирише и касније генерације музичара, о чему сведочи албум "Tribute to Mirko Šouc" џез певачице Катарине Качунковић.

## Дискографија
Дискографија Мирка Шоуца сведочи о његовој свестраности. Његови снимци објављивани су на лонг-плеј плочама, касетама и компакт дисковима, за водеће издавачке куће као што су ПГП РТБ/РТС и Југотон.
| Наслов                                   | Година | Издавач | Формат          | Улога Мирка Шоуца                                  |
| ---------------------------------------- | ------ | ------- | --------------- | -------------------------------------------------- |
| Harmonike Mirka Šouca                    | 1980   | PGP RTB | LP              | Извођач (хармоника, мелодика, чембало), композитор |
| Sanjalica Maca (са Бранком Коцкицом)     | 1985   | PGP RTB | LP, Касета      | Композитор, извођач                                |
| Starogradske Pesme (са ВНО РТБ)          | 1988   | PGP RTB | Касета          | Извођач, аранжер/диригент (имплицирано)            |
| Jazz Accordion                           | 1988   | Jugoton | LP              | Извођач (хармоника), композитор                    |
| Step By Step                             | 1998   | PGP RTS | CD, Компилација | Композитор, извођач (заступљен)                    |
| Najlepše Pesme O Zemunu (са Ј. Љ. Пубом) | 2006   | PGP RTS | CD, Компилација | Извођач, композитор                                |

Извор за табелу: Бројне његове композиције и снимци доступни су и на другим платформама.

## Награде и признања
Током своје вишедеценијске каријере, Мирко Шоуц је примио бројна значајна признања:
- **Награда за животно дело Нишвил џез фестивала** (2010): Додељена за целокупан животни рад, са посебним освртом на његова три џез албума.[4][19]
- **Признање у Минхену** (1960-их): Проглашен једним од најбољих европских џез хармоникаша на такмичењу солиста европских радио-оркестара.[4]
- **Орден рада са златним венцем**: Високо државно одликовање СФРЈ.
- **Национална пензија за допринос култури**: Био је међу првим добитницима овог признања у Србији.[1]

Поред ових, добио је преко тридесет других престижних награда, повеља и захвалница на разним фестивалима и музичким манифестацијама широм бивше Југославије.

### Фестивалски успех
Мирко Шоуц је као композитор први пут наступио на Првом Београдском фестивалу забавне музике и током своје дуге каријере побеђивао је на многим фестивалима. Његова песма "Пут који тражим", у извођењу Крсте Петровића, представљена је на Београдском пролећу 1961. године. Иако његова композиција "Она је најлепша била" (у извођењу Крсте Петровића) није победила на Опатијском фестивалу 1961. године, била је међу фаворитима.

## Утицај и чланства
Шоуцов утицај протеже се и на генерације музичара које су дошле после њега. Многи истакнути југословенски џез музичари, као што су Лала Ковачев, Ђино Маљоковић, Миливоје Мића Марковић, Звонимир Скерл и Александар Кораћ, своја прва искуства и успехе стицали су управо у ансамблима које је водио Мирко Шоуц, пре него што су постали чланови Великог џез оркестра РТБ.
Био је члан Удружења композитора Србије од 1955. године и члан Удружења џез музичара од његовог оснивања 1953. године.

## Закључак
Мирко Шоуц преминуо је 22. априла 2023. године у Београду. Како су колеге и пријатељи истакли на комеморацији, његова музика и наступи "обележили су српски и југословенски живот друге половине 20. века". Његов широк спектар жанрова којима је овладао значи да његово наслеђе није ограничено на једну нишу, већ чини део разноврсног звучног записа живота неколико генерација у региону.